# Tiovivo c. 1950
Tiovivo c. 1950 es una película de cine española dirigida por José Luis Garci.

## Argumento
La película se desarrolla en la capital de España de los años 50, todavía con la posguerra latente. Sus (decenas de) personajes intentan seguir adelante en un país sombrío. Jugadores de timbas que se ganan la vida como vendedores de entradas a eventos menores y otros menesteres, mecánicos de un pequeño garaje, empleados de banco (incluso el mismo director y su mujer), taquilleras del metro, profesores de baile, una cuadrilla de toreo de salón y profesoras de mecanografía, entre otras muchas miradas de España.

## Producción y rodaje
Gran labor fotográfica de Raúl Pérez Cubero usando muchos y buenos recursos tanto en los planos generales como en los detalles. Gil Parrondo como siempre encomiable en su trabajo decorativo, reconstruyendo el Madrid de 1950. El guion del propio director y de Horacio Valcárcel se mueve con inteligencia y a un ritmo adecuado por el conjunto de personajes. La dirección es la más cuidada de Garci digno de revisionar varias ocasiones. El elenco de actores españoles es muy extenso. Son pequeñas interpretaciones que dan un toque especial a la película.

## Premios
Fue nominada para representar en los Oscar al cine español junto con Mar adentro de Alejandro Amenábar.

### XIX edición de los Premios Goya
| Categoría                     | Persona                    | Resultado  |
| ----------------------------- | -------------------------- | ---------- |
| Mejor película                | Mejor película             | Candidato  |
| Mejor actor revelación        | Jorge Roelas               | Candidato  |
| Mejor fotografía              | Raúl Pérez Cubero          | Candidato  |
| Mejor dirección artística     | Gil Parrondo               | Ganador    |
| Mejor diseño de vestuario     | Lourdes de Orduña          | Candidata  |
| Mejor maquillaje y peluquería | Paca Almenara Alicia López | Candidatas |

## Reparto
| Actor/Actriz                | Personaje                      |
| --------------------------- | ------------------------------ |
| María Adánez                | Catalana                       |
| Francisco Algora            | Povedano                       |
| Manuel Andrés               | Fulgencio                      |
| Ángel de Andrés López       | Acisclo                        |
| María Asquerino             | Doña Justa                     |
| Aurora Bautista             | Doña Justa                     |
| Frank Braña                 | Don Luis                       |
| Fernando Delgado            | Fernando Delgado\|Don Porfirio |
| José Caride                 | Carmen                         |
| Roberto Catarineu           | Jacobo                         |
| Antonio Dechent             | José Pedro Cervantes           |
| Ana Fernández               | Teresita                       |
| Fernando Fernán Gómez       | Tertuliano                     |
| María Elena Flores          | Angustias                      |
| Manuel Galiana              | Poyatos                        |
| Julio Gavilanes             |                                |
| Eduardo Gómez               | Pepito                         |
| Ricardo Gómez               | Acisclito                      |
| Concha Gómez Conde          |                                |
| Agustín González            | Don Ramón                      |
| Fernando Guillén Cuervo     | Higinio                        |
| Carlos Hipólito             | Liebre                         |
| Javivi                      | Zamuelle                       |
| María Kosty                 | Julia                          |
| Alfredo Landa               | Eusebio Cascajero y Esparza    |
| Ramón Langa                 | Honorio                        |
| Carlos Larrañaga            | Marcelino                      |
| Ramón Lillo                 | Osvaldo                        |
| Francis Lorenzo             | Paco                           |
| Mabel Lozano                | Profesora de Mecanografía      |
| Manuel Lozano               | Quique                         |
| Carlos March                | Ricardo                        |
| Luisa Martín                | Laurita                        |
| Francisco Merino            | Juez concurso contabilidad     |
| Iñaki Miramón               | Poeta                          |
| Mario Morales               |                                |
| Pilar Ordóñez               |                                |
| Blanca Oteyza               | Pola                           |
| Andrés Pajares              | Romualdo                       |
| Valentín Paredes            | Valen                          |
| Elsa Pataky                 | Balbina                        |
| Rafael de Penagos           | Tertuliano                     |
| Sergio Peris-Mencheta       | Joven detenido                 |
| José María Pou              | Camisa Azul                    |
| Santiago Ramos              | Irineo Méndez                  |
| Miguel Rellán               | Santi                          |
| Beatriz Rico                | Mujer de Irineo                |
| Jorge Roelas                | Montesinos                     |
| Rafael Romero Marchent      | Tertuliano                     |
| Enrique Rueda               |                                |
| Mapi Sagaseta               | Profesora de Baile             |
| Miguel Ángel Solá           | Hugo de los Ríos               |
| Tina Sáinz                  | Rufi                           |
| Manuel Tejada               | Policía                        |
| Andrea Tenuta               | Perlita                        |
| Juan Jesús Valverde         | Don César                      |
| Luis Varela                 | Ansorena                       |
| Enrique Villén              | Estévez                        |
| Manuel Zarzo                | Rueda                          |
| Sisita Milans del Bosch     | Doña Dorita                    |
| José Ángel de la Casa       | Hombre Lavabo                  |
| Eva Almaya                  |                                |
| Gumersindo Andrés           |                                |
| Candela Antuña              |                                |
| Isabel Arcos                |                                |
| Lorenzo Azcona              |                                |
| Geandelaxis Bell            |                                |
| Bárbara Bermejo             |                                |
| Juan Antonio Cáceres        |                                |
| Luis Cascajero              |                                |
| Ángel Manuel Chivite        |                                |
| Alfonso Delgado             | Repartidor de hielo            |
| Luis Fernández              |                                |
| Luis Galvan                 |                                |
| Eva Garci                   |                                |
| Marcos García Tizón         |                                |
| Alejandro Gómez-Escalonilla |                                |
| Daniel González             |                                |
| Antonio Melero              |                                |
| José Luis Merino            |                                |
| Francisco Moro              |                                |
| Felipe Navarro              |                                |
| Félix de Orduña             |                                |
| Luis Palafox                |                                |
| Luis Pérez                  |                                |
| Chesu Puente                |                                |
| José Rueda                  |                                |
| Jorge San José              |                                |
| José Manuel Serrano         |                                |
| José Troya                  |                                |
| Leticia Unceta              |                                |
| Horacio Valcárcel           |                                |
| Antonio Vázquez             |                                |
| Luis José Ventin            |                                |
| Antonio Giménez Rico        | Asistente al recital poético   |
| Juan Antonio Porto          | Asistente al recital poético   |
| Jerónimo Ramos              | Camarero                       |